# Keef Hartley
Keef Hartley, né Keith Hartley, le 8 avril 1944 à Plungington au nord-ouest de Preston et mort le 26 novembre 2011, est un batteur et leader de groupe musical britannique. Il est notamment connu pour avoir été membre des Bluesbreakers.

## Biographie
Hartley commence sa carrière musicale en tant que remplaçant de Ringo Starr au sein de Rory Storm and the Hurricanes, un groupe de Liverpool. Il collabore ensuite avec The Artwoods puis devient batteur de John Mayall avant de créer en 1968 son propre groupe, The Keef Hartley (Big) Band. Son groupe, composé notamment de Miller Anderson (chant & guitare), Gary Thain (basse) et d'une section de cuivre, joue au Festival de Woodstock en 1969 et sort quatre albums dont Halfbreed  qui devient l'un des meilleurs album de blues rock britannique et The Battle of North West Six (en).
En novembre 1974, alors qu'il est presqu'inactif depuis deux ans suite la rupture de son groupe, il crée Dog Soldier. Le groupe enregistre un album, Dog Soldier, en 1975.
En 2007, il sort une autobiographie Halfbreed (A Rock and Roll Journey That Happened Against All The Odds).

Keef Hartley meurt de complications chirurgicales le 26 novembre 2011 à l'âge de 67 ans au "Royal Preston Hospital" à Preston.
« J'ai appris la triste nouvelle de la mort de Keef Hartley à la suite de complications chirurgicales. Quand je repense à toutes les aventures que nous avons eues au cours de toutes ces années, à la fois sur route et hors route, il me semble inimaginable que mon ami de longue date ne soit plus à l'affiche, ni à s'installer derrière la batterie avec l'un de mes groupes à l'avenir. Son sens de l'humour et son amour de la vie resteront toujours en moi comme des souvenirs particuliers. Tu me manqueras beaucoup mon ami.  »
— John Mayall

## Discographie

### Keef Hartley Band
- Halfbreed (1969)
- The Battle of North West Six (en) (1969)
- The Time is Near (en) (1970) - UK #41[2]
- Overdog (en) (1971)
- Seventy-Second Brave (en) (1972)
- Not Foolish, Not Wise (2003)

### Solo
- Lancashire Hustler (en) (1973)

### Little Big Band
- Little Big Band (concert au Marquee Club) (1971)

### Dog Soldier
- Dog Soldier (1975)